# Team Fortress
Team Fortress (TF, укр. Командна фортеця) — серія відеоігор для ПК, розроблена Valve.

## Загальний огляд
Ігри серії мають власні особливості. Гра триває впродовж раундів. Сам раунд може поділятися на кілька етапів (режимів) за певних умов. Такими етапами можуть бути Підготовка, власне Гра, Миттєва смерть, Нічия, Приниження або Додатковий час. Обов'язковим є тільки етап Гри. При Підготовці гравці займають позиції, зводять споруди. Завершується він відкриванням дверей, які розділяють команди. Впродовж Гри триває боротьба з противниками, здійснення диверсій, викрадення документів та захоплення ключових точок. Етап Миттєвої смерті активовується після вичерпання відведеного часу, якщо це попередньо задано. Персонажі перестають респавнитися після смерті до наступного раунду, підібрані предмети не поновлюються. Якщо Миттєва смерть попередньо не передбачена, відбувається етап Нічиєї. Впродовж нього гравці не можуть нічого робити, він дається лише щоб подивитися результати. Етап Приниження відбувається короткий термін, коли одна з команд виграла. Тоді переможці впродовж 15-и секунд можуть розправитися з противниками, отримуючи прискорення і посилення атак, а програлі втрачають швидкість і силу, проте можуть глузувати. Додатковий час дається в разі коли час раунду вийшов, але поставлене завдання не виконано.

## Ігри серії

### Team Fortress Classic
Гра була видана 7 квітня 1999 року для платформи Windows, як безкоштовне доповнення до гри Half-Life . У 2003 році вийшла відокремлена версія гри у системі онлайн розповсюдження Steam .
Гравець може грати за дев'ять різних персонажів та використовувати різноманітні сценарії гри, такі як захоплення прапора, супроводження VIP персони, контроль певної території. У червні 2000 року гра була суттєво перероблена: до неї додали нові ігрові режими та нових персонажів. Станом на 2008 рік Team Fortress входила до десятки найпопулярніших доповнень до Half-Life .

### Team Fortress 2
Гра була анонсована ще в 1998 році як продовження моду Team Fortress для Quake, але концепція та дизайн проекту відтоді істотно змінилися. Team Fortress 2 візуально виконана в мультиплікаційному карикатурному стилі з використанням лицевої анімації, заснованої на творчості таких художників початку двадцятого століття як Дж. К. Леєндекер, Дін Корнуелл та Норман Роквелл.
Гра була офіційно випущена 10 жовтня 2007 у складі збірки The Orange Box. В країнах СНД випускається компанією Бука в складі The Orange Box, а також як незалежний програмний продукт. 23 червня 2011 гра стала безкоштовною у Steam.